# Alsodeiopsis zenkeri
Alsodeiopsis zenkeri är en tvåhjärtbladig växtart som beskrevs av Adolf Engler. Alsodeiopsis zenkeri ingår i släktet Alsodeiopsis och familjen Icacinaceae. Inga underarter finns listade i Catalogue of Life.